# Horbkiv, Sokal
Horbkiv (în ucraineană Горбків) este un sat în comuna Potorîțea din raionul Sokal, regiunea Liov, Ucraina.

## Demografie
Componența lingvistică a localității Horbkiv
     Ucraineană (99,67%)
     Alte limbi (0,33%)
Conform recensământului din 2001, majoritatea populației localității Horbkiv era vorbitoare de ucraineană (99,67%), existând în minoritate și vorbitori de alte limbi.